# Izaut-de-l'Hôtel
Izaut-de-l'Hôtel é uma comuna francesa na região administrativa da Occitânia, no departamento do Alto Garona. Estende-se por uma área de 9.68 km², com 305 habitantes, segundo o censo de 2018, com uma densidade de 32 hab/km².